# Karl Kraus
Karl Kraus (n. 28 aprilie 1874, Jičín, Regatul Boemiei, Austro-Ungaria – d. 12 iunie 1936, Viena, Austria) a fost un scriitor și ziarist austriac, poet, eseist, dramaturg, pamfletar și un apreciat autor de satiră și aforisme din Belle Époque, ironia sa vizând presa, cultura și politica germană și austriacă. 
De un succes deosebit s-au bucurat lucrările sale Literatura demolată (Die demolierte Literatur, 1897) și Ultimele zile ale omenirii (Die letzten Tage der Menschheit, 1918).
A editat revista Die Fackel.

## Biografia

### Tinerețea
Kraus s-a născut într-o familie înstărită de evrei din Gitschin, Boemia (oraș numit acum Jičín, situat în Republica Cehă). Tatăl său, Jacob Kraus, era un fabricant de hârtie, iar mama sa se numea Ernestine, născută Kantor. Familia s-a mutat la Viena în 1877. Karl Kraus și-a pierdut mama în 1891.
Kraus se înscrie la Facultatea de drept de la Universitatea din Viena în 1892. Începând din luna aprile a aceluiași an începe să colaboreze la ziarul Wiener Literaturzeitung. Primul articol este o recenzie critică a romanului lui Gerhart Hauptmann, intitulat Die Weber. La aceeași epocă încearcă să joace ca actor la un teatru de periferie, dar fără succes. În 1894 își schimbă domeniul de studii spre filozofie și literatură germană. Își întrerupe studiile în 1896. Prietenia sa cu Peter Altenberg datează tot din această perioadă.

## Cariera

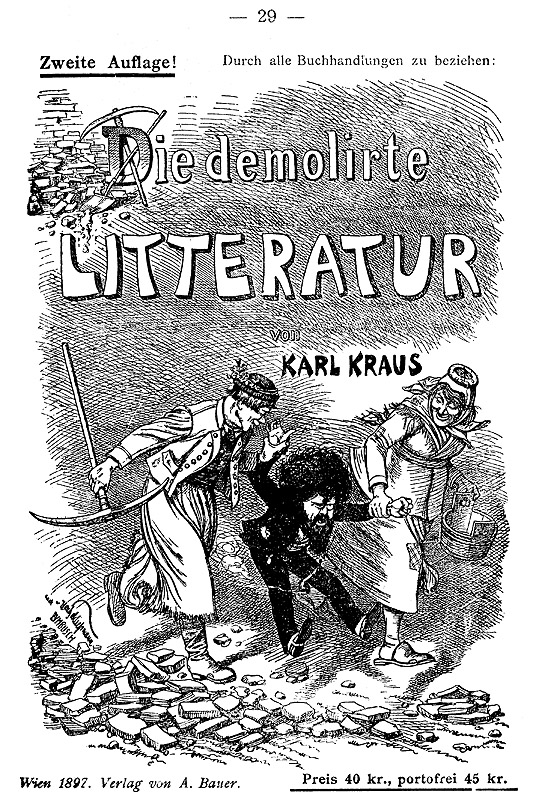
Literatura demolată, prima ediţie, 1897

În 1896 părăsește universitatea fără diplomă și se angajează ca actor și director scenografic, alăturându-se grupului Jung Wien („Viena tânără”), care-i număra pe Peter Altenberg, Leopold Andrian, Hermann Bahr, Richard Beer-Hofmann, Felix Dörmann, Hugo von Hofmannsthal și Felix Salten. În 1897 Kraus se rupe de acest grup printr-o usturătoare satiră, intitualtă Die demolirte Litteratur (Literatura demolată), și este la puțină vreme după aceea numit corespondent la Viena al ziarului Breslauer Zeitung. Un an mai târziu, fiind un ardent avocat al asimilării evreilor, îl atacă pe bine cunoscutul sionist Theodor Herzl cu piesa polemică Eine Krone für Zion [O coroană pentru Zion] (1898).
La 1 aprilie 1899 renunță la iudaism și fondează propriul său ziar, Die Fackel (Torța) pe care îl va conduce și publica până la sfârșitul vieții și cu care își va lansa atacurile la adresa ipocriziei, psihanalizei și corupției Imperiului Habsburgic, a naționalismului, a mișcărilor pan-germanice, a politicilor economice dezastruoase și a multor altor "bêtes noires". În 1901, Kraus este chemat în justiție de către Hermann Bahr și Emmerich Bukovics, care s-au simțit atacați personal de ziarul Die Fackel. Vor urma de-a lungul anilor multe alte procese în calomnie din partea multora care se simțeau ofensați de tonul caustic și diatribele lui Kraus. În timpul unei absențe din Viena, Kraus află la întoarcerea sa că editorul său, Moriz Frisch i-a preluat ziarul, a obținut marca înregistrată pentru copertă, publicându-l sub titlul Neue Fackel (Noua Torță). Kraus îi intentează un proces și câștigă. Din acel moment Die Fackel va fi publicat, fără copertă, de tipografia Jahoda & Siegel.
Chiar dacă la început Die Fackel semăna cu reviste precum Weltbühne, cu timpul devine un magazin cu o reală independență editorială, asigurată de finanțarea lui Kraus. Die Fackel va publica exact ceea ce Kraus dorea să fie publicat. În primul deceniu de la apariția sa, se vor număra printre colaboratorii ziarului o serie de artiști și scriitori cunoscuți, precum : Peter Altenberg, Richard Dehmel, Egon Friedell, Oskar Kokoschka, Else Lasker-Schüler, Adolf Loos, Heinrich Mann, Arnold Schönberg, August Strindberg, Georg Trakl, Frank Wedekind, Franz Werfel, Houston Stewart Chamberlain și Oscar Wilde. După 1911 însă Kraus rămâne aproape singur în redactarea ziarului. Astfel, întreaga operă a lui Kraus a fost publicată aproape exclusiv în Die Fackel, din care au apărut în total 922 de numere la intervale neregulate. Printre autorii susținuți de Kraus îi putem număra pe Peter Altenberg, Else Lasker-Schüler și Georg Trakl.

Die Fackel ataca corupția, ziariștii și comportamentul bestial. Dușmanii săi notabili erau Maximilian Harden (din afacerea Harden-Eulenburg), Moriz Benedikt (proprietar al ziarului Neue Freie Presse), Alfred Kerr, Hermann Bahr, Imre Bekessy și Johannes Schober.
În 1902, Kraus publică Sittlichkeit und Kriminalität (Morală și Criminalitate), abordând pentru prima oară ceea ce va deveni unul din principalele subiecte ale operei sale: așa-zisa necesitate a apărării moralei sexuale prin mijloace penale ("Der Skandal fängt an, wenn die Polizei ihm ein Ende macht": "Scandalul începe atunci când poliția îl oprește"). Începând din 1906, Kraus publică primele sale aforisme în Die Fackel; ele vor fi reunite în 1909 în volumul Sprüche und Widersprüche (Vorbe și Contradicții).
În afară de scrierile sale, Kraus a avut de-a lungul carierei sale numeroase conferințe publice influente - între 1892 și 1936 a avut aproximativ 700 de performanțe individuale, lecturi din teatrul lui Bertolt Brecht, Gerhart Hauptmann, Johann Nestroy, Goethe și Shakespeare, chiar și operete ale lui Offenbach, acompaniat la pian și cântând toate rolurile singur. Elias Canetti, care asista în mod regulat la lecturile lui Kraus, și-a intitulat al doilea voum din biografia sa "Die Fackel" im Ohr ("Torța" în ureche).
În 1907, Kraus îl atacă pe finanțatorul său de odinioară, Maximilian Harden, datorită rolului său în procesul Eulenburg, într-una din primele sale spectaculoase Erledigungen (Expediții).
În 1911 se convertește la catolicism, pe care îl părăsește însă în 1923, probabil datorită dezaprobării revenirii Festivalului din Salzburg.
După necrologul pentru Franz Ferdinand, asasinat în Sarajevo la 28 iunie 1914, Die Fackel își încetează publicarea pentru câteva luni. Apare din nou în decembrie 1914 cu un eseu intitulat "In dieser großen Zeit" ("În această mare epocă") : "In dieser großen Zeit, die ich noch gekannt habe, wie sie so klein war; die wieder klein werden wird, wenn ihr dazu noch Zeit bleibt; […] in dieser lauten Zeit, die da dröhnt von der schauerlichen Symphonie der Taten, die Berichte hervorbringen, und der Berichte, welche Taten verschulden: in dieser da mögen Sie von mir kein eigenes Wort erwarten." ("În această mare epocă pe care o cunosc de când era încă foarte mică, care va deveni din nou mică, dacă va mai avea timp; […] în această epocă zgomotoasă care răsună după groaznica simfonie de fapte pe care progeniturile ei ne-o povestesc, în care poveștile sunt de incriminat pentru fapte : într-o asemenea epocă, nu aveți de ce să mai așteptați vreun cuvânt de la mine"). Ulterior, Kraus va scrie totuși împotriva Războiului Mondial, fapt pentru care ediții din Die Fackel vor fi confiscate în mod repetat și blocate de cenzură.
Die letzten Tage der Menschheit (Ultimele zile ale umanității) este considerată în general a fi capodopera lui Kraus. Lucrarea este o voluminoasă piesă satirică despre Primul Război Mondial care combină dialoguri documentate din lumea contemporană cu o fantezie apocaliptică și comentariile a două personaje, "Cârcotașul" și "Optimistul". Kraus începuse redactarea piesei din 1915 și o publicase mai întâi într-o serie de numere speciale din revista Die Fackel. Epilogul, "Die letzte Nacht" ("Ultima noapte"), apare în 1918. Edward Timms va considera lucrarea "o capodoperă ratată" și un "text fisurat" datorită evoluției atitudinii lui Kraus de-a lungul redactării ei : a ajunge de la un conservatorism aristocratic la un republicanism democratic în decursul aceleiași lucrări denotă atât o inconsecvență intelectuală, cât și o inconsistență structurală care o fac să semene cu o falie geologică. Tot în 1919, Kraus mai publică și o antologie de texte despre război, sub titlul Weltgericht (Tribunalul lumii). În 1920, el publică satira Literatur oder Man wird doch da sehn (Literatura sau n-ați văzut încă nimic), o replică la atacul lui Franz Werfel împotriva lui Kraus, intitulat Spiegelmensch (Omul-oglindă).
În ianuarie 1924, Kraus începe o polemică împotriva lui Imre Békessy, editorul tabloidului Die Stunde (Ora). Kraus îl acuză pe Békessy de extorcare de bani de la proprietarii de restaurante, amenințați cu recenzii negative dacă nu achită. Békessy retaliază printr-o camapnie de denigrare la adresa lui Kraus, la care acesta răspunde printr-o Erledigung (Execuție) având ca titlu "Hinaus aus Wien mit dem Schuft!" ("Afară cu canaliile din Viena !"). În 1926, Békessy chiar părăsește Viena pentru a scăpa de arestare. Un an mai târziu, Kraus mai încearcă o acțiune similară, dar fără succes, împotriva lui Johann Schober, prefectul poliției pe timpul Revoltei din Iulie 1927, reprimată violent de autorități.
În 1928 este publicată piesa Die Unüberwindlichen  (Neînvinșii), în care apar trimiteri la lupta împotriva lui Békessy și Schober. În același an, Kraus mai publică și însemnările procesului pe care Kerr i l-a intentat după ce Kraus îi publicase poemele războinice ale lui Kerr în Die Fackel.
În 1932, Kraus traduce sonetele lui Shakespeare. Decide să nu-l atace pe dictatorul Austriei, Engelbert Dollfuss, în speranța că Dollfuss va împiedica cucerirea Austriei de către naziști. Dar, procedând astfel, își îndepărtează o parte din simpatizanți. Când ar fi fost întrebat de ce nu a spus niciodată nimic despre Hitler, se pare că ar fi replicat : "Când mă gândesc la Hitler, nu simt nimic".
Ultima sa lucrare, Die Dritte Walpurgisnacht (A treia Walpurgisnacht), datorită unei puternici polemici aluzive anti-naziste pe care o conține, nu va fi publicată, de teama represaliilor naziste. Doar câteva lungi extrase apar într-o ediție specială de 315 pagini a revistei Die Fackel, în care Kraus își justifică tăcerea cu ocazia sosirii la putere a lui Hitler. Numărul revistei poartă titlul : Warum die Fackel nicht erscheint (De ce Die Fackel nu mai apare). Ultimul număr al revistei Die Fackel, numărul 922, va apare în februarie 1936. Karl Kraus moare la Viena, în apartamentul său din Lothringerstraße 6, pe 12 iunie 1936, în urma unui embolism cardiac. Este înmormântat la cimitirul Zentralfriedhof din afara Vienei.
Karl Kraus nu s-a căsătorit, însă a avut începând din 1913 până la sfârșitul vieții o relație strânsă și în același timp conflictuală cu baroneasa Sidonia Nádherný von Borutin (1885-1950). Multe din textele sale au fost scrise în castelul Janowitz, proprietate a familiei Nádherny. Sidonia Nádherny a devenit atât o colaboratoare prețioasă cât și un destinatar al multora din cărțile și poemele lui Kraus.
Scriitorul libertarian Thomas Szasz îi va consacra două lucrări, Karl Kraus și doctorii sufletelor și Anti-Freud: Critica lui Karl Kraus față de Psihanaliză și psihiatrie, care-l prezintă pe Kraus drept un aspru atacator al lui Sigmund Freud și al psihanalizei în general. Alți comentatori, precum Edward Timms, sunt însă de părere că poziția lui Kraus față de Freud era de fapt mult mai nuanțată decât cea expusă de Szasz, mergând până la o anumită admirație, cu câteva rezerve doar referitoare la aplicarea unora din teoriile freudiene.

## Personalitatea
Karl Kraus a fost un autor foarte controversat al vremii sale, polarizând opiniile în tabere diametral opuse. Această polarizare a fost înlesnită și de imensul său orgoliu. Cei care i-au urmărit cariera și au fost martori ai performanțelor sale scriitoricești au fost de-a dreptul fascinați de personalitatea sa. Adepții săi îl vedeau ca pe o autoritate infailibilă și ca pe un om care ar fi fost gata să facă orice pentru cei pe care-i apăra.
Kraus și-a făcut însă și foarte mulți dușmani, datorită inflexibilității sale și a intensității cu care-și manifesta atașamentul față de o cauză. Unii dintre acești dușmani, cum a fost Alfred Kerr, îl considerau ca pe un înverșunat mizantrop și un biet infatuat. A fost de asemenea acuzat că se complăcea în odioase denunțuri și execuții publice (Erledigungen).

## Lucrări selectate
- Die demolirte Literatur [Literatura demolată] (1897)
- Eine Krone für Zion [O Coroană pentru Zion] (1898)
- Sittlichkeit und Kriminalität [Morală și criminalitate] (1908)
- Sprüche und Widersprüche [Spuse și contradicții] (1909), aforisme
- Die chinesische Mauer [Zidul chinezesc] (1910)
- Pro domo et mundo [Pentru propria cauză și cea a lumii] (1912)
- Nestroy und die Nachwelt [ Nestroy și posteritatea](1913)
- Worte in Versen [Cuvinte în versuri](1916-30)
- Die letzten Tage der Menschheit [Ultimele zile ale omenirii](1918)
- Weltgericht [Justiția lumii] (1919)
- Nachts [Pe timp de noapte] (1919)
- Untergang der Welt durch schwarze Magie [Sfârșitul lumii prin magia neagră](1922)
- Literatur [Literatură](1921)
- Traumstück [Fărâmă de vis] (1922)
- Die letzten Tage der Menschheit: Tragödie in fünf Akten mit Vorspiel und Epilog [Ultimele zile ale omenirii: Tragedie în cinci acte cu Preambul și Epilog] (1922), amestec de realitate documentară și utopie, exprimă oroarea față de război
- Wolkenkuckucksheim [Cuib de cuci printre nori] (1923)
- Traumtheater [Teatru oniric] (1924)
- Die Unüberwindlichen [Insurmontabilul](1927)
- Epigramme [Epigrame] (1927)
- Literatur und Lüge [Literatură și minciuni] (1929)
- Shakespeares Sonette [Sonetele lui Shakespeare](1933)
- Die Sprache [Limbajul] (postum, 1937), tratat de poetică și stilistică
- Die dritte Walpurgisnacht [A Treia noapte valpurgică] (postum, 1952)